# WINDY智美
WINDY智美（ウィンディともみ、1976年8月24日 - ）は、日本の女性総合格闘家、キックボクサー。本名は砂庭 智美（すなば ともみ）。青森県三戸郡出身。パンクラスism/AJジム所属。かつては風智美、ウィンディ智美のリングネームだったこともある。

## 来歴
小学6年の時に空手を始め、中学・高校時代は陸上部に所属。
日本女子体育短期大学時代に、極真会館や正道会館の全国大会で上位入賞を果たした。
1999年4月29日、Jd'で行なわれた高橋洋子とのキックボクシングマッチでプロデビュー。
2002年5月6日、総合格闘技初挑戦となったスマックガールで金子真理と対戦し、判定勝ち。
2003年2月28日、オランダで開催された「RISING SUN」でキムと対戦し、1-2の判定負け。
2003年4月、辻結花に判定負け。
2004年4月18日、CROSS SECTION第1回大会で吉田正子と対戦し、腕ひしぎ三角固めで一本負け。
2005年6月5日、初参戦となったパンクラスでバッカス羽鳥と対戦し、タオル投入によるTKO勝ち。
2006年4月、シン・ミンヒに判定勝ちし東洋女子バンタム級王者に。
2006年6月、辻結花に一本負け。
2006年10月7日、全日本キックボクシング連盟でイム・スジョンと対戦し、判定勝ち。
2007年2月17日、コスタリカで開催されたBodogFightでロジー・セクストンと対戦し、2R途中に右足首を骨折し、ドクターストップ負け。首都サンホセの病院に搬送され、その日のうちに手術を行った。その後、日本でも入退院を繰り返し、計4か月間の入院生活を送った。同年10月頃に練習を再開した。
2008年1月30日、11か月ぶりの復帰戦となったパンクラスで富松恵美と対戦し、2R終了時に富松が棄権しTKO勝ち。復帰戦で白星を収めた。
2008年11月8日、VALKYRIE旗揚げ戦VALKYRIE 01 CAGE FORCE-EXで藤野恵実と対戦し、判定勝ち。
2009年4月25日、VALKYRIE 02の女子フェザー級（-52kg）次期挑戦者決定トーナメント準決勝で高林恭子と対戦し、チョークスリーパーで一本負け。
2009年11月23日、修斗で行なわれた修斗 vs. パンクラスの対抗戦で藤井惠と対戦し、腕ひしぎ十字固めで一本負け。
2010年2月11日、VALKYRIE 04で吉田正子と5年10か月ぶりに再戦し、3-0の判定勝ち。リベンジに成功した。
2010年5月9日、イタリアで開催されたXC-1でマリア・エリザベート・タバレスと対戦し、ハイキックでKO勝ちを収めた。
2010年9月5日、パンクラスでモニカ・ロバートと対戦し、3-0の判定勝ちを収めた。この試合は試合時間が1ラウンド3分から5分、パウンド解禁となるなどの変更が加えられた新アテナルールで初めて行なわれた。
2011年4月3日、パンクラスのメインイベントでV.V Meiと対戦。0－2の判定負け。女子の試合がメインで組まれたのはパンクラス史上初のことであった。
2011年8月19日 シュートボクシング・ガールズトーナメント Girls S-cup2011 出場。1回戦で吉田実代に0－2の判定負け。
2012年3月11日、パンクラスで石岡沙織と対戦。2Rに腕ひしぎ十字固めで一本負け。この試合を最後に現役を引退する。引退セレモニーではクイーンオブパンクラシストの特製ベルトがプレゼントされた。
2017年7月16日、ハードヒット・新木場大会で関友紀子と対戦。約5年ぶりにリング復帰する。

## 戦績

### 総合格闘技
| 総合格闘技 戦績 | 総合格闘技 戦績 | 総合格闘技 戦績 | 総合格闘技 戦績 | 総合格闘技 戦績 | 総合格闘技 戦績 | 総合格闘技 戦績 |
| --------------- | --------------- | --------------- | --------------- | --------------- | --------------- | --------------- |
| 32 試合         | (T)KO           | 一本            | 判定            | その他          | 引き分け        | 無効試合        |
| 17 勝           | 8               | 1               | 7               | 0               | 1               | 0               |
| 14 敗           | 2               | 7               | 3               | 1               | 1               | 0               |

| 勝敗 | 対戦相手                       | 試合結果                                    | 大会名                                                                  | 開催年月日     |
| ×    | 石岡沙織                       | 2R1:04 腕ひしぎ十字固め                     | PANCRASE 2012 PROGRESS TOUR 【最恐伝承 WINDY智美ラストマッチ】          | 2012年3月11日  |
| ○    | サダエ・マヌーフ               | 5分2R終了 判定3-0                           | PANCRASE 2011 IMPRESSIVE TOUR                                           | 2011年7月23日  |
| ×    | V.V Mei                        | 5分2R終了 判定0-2                           | PANCRASE 2011 IMPRESSIVE TOUR                                           | 2011年4月3日   |
| ○    | ベティコ                       | 5分2R終了 判定2-0                           | PANCRASE 2010 PASSION TOUR                                              | 2010年12月5日  |
| ○    | モニカ・ロバート               | 5分2R終了 判定3-0                           | PANCRASE 2010 PASSION TOUR                                              | 2010年9月5日   |
| ○    | マリア・エリザベート・タバレス | 3R KO（ハイキック）                         | XC-1: Xtreme MMA Championship 2                                         | 2010年5月9日   |
| ○    | 吉田正子                       | 3分3R終了 判定3-0                           | VALKYRIE 04                                                             | 2010年2月11日  |
| ×    | 藤井惠                         | 1R 3:24 腕ひしぎ十字固め                    | 修斗 REVOLUTIONARY EXCHANGES 3                                          | 2009年11月23日 |
| ×    | MIKU                           | 5分2R終了 判定0-3                           | DEEP 44 IMPACT                                                          | 2009年10月10日 |
| △    | ジェット・イズミ               | 5分2R終了 判定0-0                           | 修斗 SHOOTO GIG SAITAMA 01 〜斗うことの誇り。                           | 2009年8月9日   |
| ×    | 高林恭子                       | 1R 1:41 チョークスリーパー                  | VALKYRIE 02 【VALKYRIE女子フェザー級次期挑戦者決定トーナメント 準決勝】 | 2009年4月25日  |
| ×    | 中井りん                       | 1R 1:33 TKO（マウントパンチ）               | PANCRASE 2008 SHINING TOUR                                              | 2008年12月7日  |
| ○    | 藤野恵実                       | 3分3R終了 判定3-0                           | VALKYRIE 01 CAGE FORCE-EX                                               | 2008年11月8日  |
| ○    | AZUMA                          | 2R 2:08 KO（スタンドパンチ）                | SMACKGIRL WORLD ReMix TOURNAMENT 2008 準決勝                            | 2008年4月25日  |
| ○    | 富松恵美                       | 2R終了時 TKO（棄権）                        | PANCRASE 2008 SHINING TOUR                                              | 2008年1月30日  |
| ×    | ロジー・セクストン             | 2R 1:05 TKO（ドクターストップ：右足首骨折） | BodogFight: Costa Rica Combat                                           | 2007年2月17日  |
| ×    | 竹下嘉奈子                     | 3R 2:08 腕ひしぎ十字固め                    | PANCRASE 2006 BLOW TOUR                                                 | 2006年12月10日 |
| ○    | せり                           | 2R 1:15 KO（膝蹴り）                        | SMACKGIRL 2006 〜群女割拠〜                                             | 2006年9月15日  |
| ×    | 辻結花                         | 1R 4:19 チョークスリーパー                  | SMACKGIRL 2006 〜頂女決戦〜                                             | 2006年6月30日  |
| ○    | チャ・ソンジン                 | 1R 3:47 TKO（膝蹴り）                       | SMACKGIRL 2006 〜女神降臨〜                                             | 2006年2月15日  |
| ○    | SAYAKA                         | 1R 2:14 TKO（右ハイキック）                 | PANCRASE 2005 SPIRAL TOUR                                               | 2005年12月4日  |
| ○    | 小八ヶ代真紀                   | 5分2R終了 判定3-0                           | SMACKGIRL 2005 〜Dynamic!!〜                                            | 2005年8月17日  |
| ○    | 瀧本美咲                       | 3分3R終了 判定3-0                           | PANCRASE 2005 SPIRAL TOUR                                               | 2005年7月10日  |
| ○    | バッカス羽鳥                   | 2R 1:08 TKO（タオル投入：スタンドパンチ）   | PANCRASE 2005 SPIRAL TOUR                                               | 2005年6月5日   |
| ×    | 真武和恵                       | 2R 4:01 腕ひしぎ十字固め                    | CROSS SECTION                                                           | 2004年9月4日   |
| ×    | 吉田正子                       | 2R 1:23 腕ひしぎ三角固め                    | CROSS SECTION                                                           | 2004年4月18日  |
| ○    | 真                             | 2R 1:58 KO（膝蹴り）                        | SMACKGIRL Third Season-IV                                               | 2003年6月4日   |
| ×    | 辻結花                         | 1R 4:37 腕ひしぎ十字固め                    | SMACKGIRL Third Season-II                                               | 2003年4月2日   |
| ×    | 金子真理                       | 5分3R終了 判定0-3                           | SMACKGIRL "JAPAN CUP 2002 エピソードII" 【ミドル級トーナメント 準決勝】 | 2002年11月9日  |
| ○    | 張替美佳                       | 1R 3:06 チョークスリーパー                  | SMACKGIRL "JAPAN CUP 2002 開幕戦" 【ミドル級トーナメント 1回戦】        | 2002年10月5日  |
| ×    | 星野育蒔                       | 2R 0:13 失格（グラウンド状態でのキック）    | AX Vol.5                                                                | 2002年7月26日  |
| ○    | 金子真理                       | 5分3R終了 判定2-1                           | SMACKGIRL 〜GOLDEN GATE 2002〜                                          | 2002年5月6日   |

### キックボクシング
| 勝敗 | 対戦相手                       | 試合結果                                | 大会名                                                                                       | 開催年月日     |
| ×    | 吉田実代                       | 3R終了 判定0-2                          | シュートボクシング・ガールズトーナメント Girls S-cup2011                                     | 2011年8月19日  |
| ○    | イム・スジョン                 | 3R終了 判定2-0                          | 全日本キックボクシング連盟「CUB☆KICK'S 3days 1st - AJ NIGHT 〜Tradition〜」                  | 2006年10月7日  |
| ○    | シン・ミンヒ                   | 3分5R終了 判定3-0                       | 全日本キックボクシング連盟「CUB♀KICK'S-1」 【IKMF東洋女子バンタム級王座決定戦】              | 2006年4月16日  |
| ○    | ルウ・ウンギョン               | 3R 1:44 TKO（タオル投入：パンチ連打）   | 全日本キックボクシング連盟「Rock'n Roll☆U5 FIGHT☆Hill it!」                                  | 2005年11月5日  |
| ○    | クラウディア・フォンテバッソ   | 2分5R終了 判定3-0                       | Girls SHOCK V                                                                                | 2004年6月27日  |
| ○    | GON!ASAMI                      | 2分5R終了 判定3-0                       | GIRLS STANDING FIGHT - Girls SHOCK IV                                                        | 2004年3月7日   |
| ×    | ダーオプラスック・ペットオパー | 2分5R終了 判定0-3                       | タイ女子ムエタイ大会 【インターナショナル女子ムエタイ・スーパーバンタム級(-55kg)王座決定戦】 | 2003年12月26日 |
| ○    | シルヴィア・バリシェリ         | 2分5R終了 判定3-0                       | GIRLS STANDING FIGHT - Girls SHOCK III                                                       | 2003年11月11日 |
| ×    | カリオピ・ゲイツィドウ         | 4R 2:45 KO（右ストレート）              | 全日本キックボクシング連盟「KICK OUT」                                                       | 2003年7月20日  |
| ×    | キム                           | 2分5R終了 判定1-2                       | RISING SUN                                                                                   | 2003年2月28日  |
| ○    | ホワイト・タイガー             | 1R 1:08 KO（3ノックダウン：パンチ連打） | 全日本キックボクシング連盟「GIRLS STANDING FIGHT 1st.BOUT - Girls SHOCK!」                   | 2003年1月26日  |
| ○    | ジェット・イズミ               | 3分3R終了 判定2-0                       | 全日本キックボクシング連盟「GOLDEN TRIGGER」                                                 | 2002年9月6日   |
| ○    | カッチャ・ゾーマ               | 2分3R終了 判定3-0                       | Thaibox Gala                                                                                 | 2002年2月22日  |
| ○    | アンネッタ・バリント           | 3R終了 判定3-0                          | 全日本キックボクシング連盟「LIGHT ON!」                                                      | 2001年11月30日 |
| ○    | サビネ・ヘンドリクス           | 2分3R終了 判定3-0                       | Thaibox Gala                                                                                 | 2001年9月29日  |
| ×    | カリオピ・ゲイツィドウ         | 2分5R終了 判定0-2                       | チャンピオンズ・リーグ・キックボクシングマニア                                               | 2001年5月19日  |
| ×    | イロンカ・エルモント           | 2分5R終了 判定0-2                       | ミレニアムスポーツ「ベニ・ビディ・ビチ」                                                     | 2001年4月22日  |
| ×    | シモナ・ギャラクシー           | 2分5R終了 判定                          | 3 MEMORIAL FABRIZIO DE CHIARA "ITALIA VS GIAPPONE"                                           | 2000年12月9日  |
| ○    | 吉田智子                       | 3R終了 判定3-0                          | 全日本キックボクシング連盟「LEGEND-IX」                                                      | 2000年10月22日 |
| ○    | 下関崇子                       | 3R終了 判定3-0                          | 全日本キックボクシング連盟「LEGEND-I」                                                       | 2000年1月21日  |
| △    | ジェット・イズミ               | 3R終了 判定0-1                          | 全日本キックボクシング連盟「WAVE-VI」                                                        | 1999年9月3日   |
| △    | 高橋洋子                       | 3分3R終了 ドロー                        | Jd' 3rd Anniversary【キックボクシングマッチ】                                                | 1999年4月29日  |

### グラップリング
| 勝敗 | 対戦相手   | 試合結果              | 大会名 | 開催年月日    |
| ×    | 竹下嘉奈子 | 3:13 腕ひしぎ十字固め | 第2回パンクラスアテナグラップリング＆アマチュアパンクラスワンマッチ大会 【パンクラスアテナグラップリング 60kg未満級 1回戦】 | 2006年3月26日 |

## 獲得タイトル
- IKMF東洋女子バンタム級王座（2006年）